# Jak zając Szaraczek zaprzyjaźnił się ze źródełkiem
Jak zając Szaraczek zaprzyjaźnił się ze źródełkiem (ros. Заяц Коська и родничок) – radziecki krótkometrażowy film animowany z 1974 roku w reżyserii Jurija Prytkowa. Scenariusz napisał Nikołaj Gribaczow.

## Obsada (głosy)
- Marija Winogradowa jako zając Szaraczek
- Piotr Wiszniakow
- Aleksandra Babajewa
- Tamara Dmitrijewa